# Джульєт Маріллер
Джульєт Маріллер (народилася 27 липня 1948) новозеландська та австралійська письменниця-фантастка, яка працює переважно у жанрі історичної фентезі.

## Біографія
Джульєт Маріллер навчалася в Університеті Отаго, який закінчила з червоним дипломом бакалавра мов та музики. Маріллер викладала музику в старшій школі та університеті, а також працювала хоровим диригентом та оперною співачкою. У 2009 році у Маріллер виявили рак грудей.
Джульєт Маріллер живе у Swan Valley, Західна Австралія (2014). Має чотирьох дітей та семеро онуків. 

### Трилогія Семивод (англ.The Sevenwaters Trilogy)
1. Донька лісу (англ. Daughter of the Forest) (1999)
2. Син тіней (англ. Son of the Shadows) (2000)
3. Дитя пророцтва (англ. Child of the Prophecy) (2001)
4. Нащадок Семивод (англ. Heir to Sevenwaters)(2008)
5. Провидець Семивод (англ. Seer of Sevenwaters) (2010)
6. Полум'я Семивод (англ. Flame of Sevenwaters) (2012)

### Сага Островів Світла (англ.Saga of the Light Isles)
1. Шкіра вовка (англ. Wolfskin) (2002)
2. Маска лисиці (англ. Foxmask) (2003)

### Хроніки Брідеї (англ.The Bridei Chronicles)
1. Темне Дзеркало (The Dark Mirror) (2004)
2. Клинок Фортріу (Blade of Fortriu) (2005)
3. Колодязь Тіней (The Well of Shades) (2006)

### Тор, що свистить (англ.The Whistling Tor Series)
1. Кров серця (Heart's Blood) (2009)

### Оповідання для молоді (англ.Novels for Young Adults)
1. Танці Вайлвуд (Wildwood Dancing) (2006)
2. Секрет СібельCybele's Secret) (2007)

### Серія Шедоуфел (англ.The Shadowfell Series)
1. Шедоуфел (Shadowfell) (2012)
2. Політ крука (Raven Flight) (2013)
3. Той, хто кличе(The Caller) (2014)

### Блекторн та Грим (англ.Blackthorn and Grim)
1. Dreamer's Pool (2014)
2. Tower of Thorns (2015)
3. Den of Wolves (October, 2016)

### Колекція оповідань
- Колючий Місяць (англ. Prickle Moon) (2013), 16 оповідань.

### Оповідання
Оповідання з Колючого Місяця.
- Prickle Moon
- Otherling
- Let down your hair
- Poppy seeds
- In Coed Celyddon
- Juggling silver
- 'Twixt Firelight and Water (A Tale of Sevenwaters)
- Gift of hope
- Letters from Robert
- Jack's day
- Far horizons
- Tough Love 3001
- Wraith, level one
- Back and beyond
- The angel of death
- By bone-light

Показані роки перших австралійських видань.